# Yumurí y sus Hermanos
Yumurí y sus Hermanos (dt. Yumurí und seine Brüder) ist eine kubanische Band unter Leitung von Moisés Valle (* 29. Juli 1965), genannt „Yumurí“. Er spielt mit drei seiner vier Brüder. 
1993 belegten Yumurí y sus Hermanos die ersten Plätze bei der kubanischen Fernsehsendung Mi Salsa als neue Band des Jahres. Die Arrangements schrieb Orlando Valle, bekannt als „Maraca“, der früher bei der Band Irakere spielte.
1994 spielte die Band in Japan. 1997 trat Yumurí in der Show Cuba Tropical in zahlreichen Länder von Japan über Venezuela bis zur Schweiz auf.

## Diskografie
- Cocodrilo de Agua Salá. Magic Music / Spanien 1993
- Provocación. Victor Entertainment / Japan 1996
- Olvídame si puedes. Bis Music / Kuba 1999
- Bilongo 2002
- Salsa y Candela 2004
- Casa De La Musica Bis Music / Kuba 2005 (CD/DVD)